# Poppenberg (Rothaargebirge)
Der Poppenberg bei Winterberg im nordrhein-westfälischen Hochsauerlandkreis ist eine 745,8 m ü. NHN hohe Erhebung des Winterberger Hochlandes im Rothaargebirge.

## Geographie

### Lage
Der Poppenberg liegt im Hochsauerland innerhalb des nordöstlichen Zentrums vom Rothaargebirge im Naturpark Sauerland-Rothaargebirge. Sein Gipfel erhebt sich etwa 1 km ostnordöstlich von jenem des Brembergs (ca. 810 m), 650 m südwestlich von jenem des Herrlohs (732,9 m) und 1,5 km westlich vom Zentrum der Winterberger Kernstadt. Südlich entspringt die Büre als den Berg östlich passierender Zufluss der Namenlose. Südöstlich führt ein gemeinsamer Abschnitt der Bundesstraßen 236 und 480 vorbei.

### Naturräumliche Zuordnung
Der Poppenberg liegt in der naturräumlichen Haupteinheitengruppe Süderbergland (Nr. 33), in der Haupteinheit Rothaargebirge (mit Hochsauerland) (333) und in der Untereinheit Winterberger Hochland (333.5) knapp im Naturraum Astenberg (333.54) im Südwesten gegenüber dem Harfeld (Winterberger Hochmulde) (333.56) im Nordosten.

## Schutzgebiete
Die Nordflanke des Poppenbergs fällt in das Naturschutzgebiet Namenlose-Talsystem (CDDA-Nr. 389837; 2008 ausgewiesen; 89 ha) und zum dortigen Fauna-Flora-Habitat-Gebiet Bergwiesen bei Winterberg (FFH-Nr. 4717-305; 4,87 km²) ab. Auf dem Berg befindet sich ein Bereich des Landschaftsschutzgebiets Teilgebiet der Stadt Winterberg (CDDA-Nr. 325127; 75,33 km²).

## Wintersport und Wandern
Auf dem Poppenberg liegt ein Teil des Skigebiets Skiliftkarussell Winterberg mit Loipen auf seiner Ost- und Nordflanke sowie 8 Skiliften mit angegliederten Skipisten.
Von 2014/15 wurden bis 2018/19 auf diesem Berghang Weltcup-Rennen im Rahmen des Snowboard-Weltcups der FIS ausgetragen. Die im Rahmen der Wettkampfserie 2019/20 geplante Austragung wurde wegen einer zu geringe Schneeauflage und zu weicher Schneebeschaffenheit abgesagt. Damit brauchten Überlegungen, ob wegen der COVID-19-Pandemie eine Absage erforderlich sei, nicht fortgeführt werden. In den Wintern 2020/21 (Absage wegen der COVID-19-Pandemie) und 2021/22 fanden keine Wettbewerbe in Winterberg statt.
2022/23 und 2023/24 wurden wieder Weltcuprennen auf dem Poppenberg ausgetragen. Über die Südostflanke führt mit dem Rothaarsteig ein besonders auf dem Hauptkamm des Rothaargebirges verlaufender Fernwanderweg.